# Einheitliche Formblätter
Die Einheitlichen Formblätter (EFB) sind der Teil III des Vergabehandbuchs des Bundesministeriums für Verkehr, Bau und Stadtentwicklung. Sie umfassen alle Formblätter, die für die administrative Abwicklung eines Bauvorhabens außerhalb des Auftragsvergabeverfahrens (für dieses gibt es die Einheitlichen Verdingungsmuster) gedacht sind. 
Die EFB enthalten Formblätter 
- für die Information von Anbietern über die anderweitige Vergabe eines Auftrags oder die Aufhebung einer Ausschreibung,
- mit denen Anbieter bei der Ausschreibung von Bauleistungen durch die öffentliche Hand ihre Preisermittlung nachweisen müssen (EFB-Preis). Durch Angabe der Einzelkosten der Teilleistung und der Zuschlagssätze für Gemeinkosten sollen die Grundlagen für die Kalkulation transparent gemacht werden, so dass geprüft werden kann, ob die angebotenen Preise auskömmlich und nicht überhöht sind (nach  VOB/A § 16d Nr. 1 (1) dürfen Angebote mit unangemessen hohen oder niedrigen Preisen nicht beauftragt werden). Gleichzeitig erleichtern die EFB-Preis die Prüfung der Preise eventueller Nachtragsangebote.
- für die Stellung von Sicherheitsleistungen durch den Auftragnehmer,
- für die Abnahme fertiger Leistungen und die Abwicklung der Schlusszahlung,
- für Bekanntmachungen,
- für die verwaltungsinterne Abwicklung eines Vergabeverfahrens von der Liste der Firmen, die die Verdingungsunterlagen angefordert haben bis hin zum Vergabevorschlag,
- für die Abwicklung von Bauvorhaben der NATO.